# 赖汝樵
赖汝樵（1902年—1933年），本名袁多泉，江西平江县思村乡人。中国共产党早期领导人。

## 生平
1925年加入平江县工会，年底加入中国共产党。1926年8月，北伐军攻打平江，他奉命组织一支由40多名木工组成的交通队，巧制木筏，助北伐军突渡汨罗江，使县城守敌未及退却即被缴械。1927年2月，成功策反平江黄金洞金矿矿警队长侯金武率队起义，还筹集数十斤黄金作革命经费。1928年3月，任中共平江县委委员兼暴动指挥部副指挥。7月，彭德怀、滕代远在平江起义成功后，他在平江长寿街、黄金洞等地动员200余名游击队员参加红五军。
1929年4月，任湘鄂赣边境暴动委员会主席。6月，国民党调集5个团的正规军和7个县的地方武装围剿边区。他一面派员赴井冈山，请求彭德怀率红五军回师边区抗敌，一面将游击队拉出包围圈，避敌锋芒。8月，任湘鄂赣边境特委执行委员会委员。11月，任省委候补委员。1930年“红五月大暴动”中，他组织指挥万载黄茅战斗，消滅一个靖卫团，殺死团长周德祥，缴枪90余支。6月，任湘鄂赣边特委执行委员会常委。7月中旬，组织边境各县游击队、赤卫队编成20多个赤卫团，连同数万人的担架队、运输队，共计20余万人配合红三军团，于27日一举攻占长沙。
1931年9月，湘鄂赣省苏维埃政府成立，他当选为省苏维埃政府主席兼省政治保卫局局长，制订和颁发《土地法》、《劳动法》和《婚姻法》。1932年3月，省委、省苏维埃政府被王明路线改组。赖汝樵因反对王明路线和“肃反”扩大化，被撤销省苏维埃政府主席职务，调任平江县委书记。1933年7月，被指控为“托派”，于江西万载杨基洞被處決。1945年，中共中央在延安为其平反。